# جرانت وليامز
جرانت وليامز (بالإنجليزية: Grant Williams)‏ (و. 1931 – 1985 م) هو ممثل، ومغني أوبرا، وممثل تلفزيوني، من الولايات المتحدة الأمريكية، ولد في مدينة نيويورك، توفي في لوس أنجلوس، عن عمر يناهز 54 عاماً بسبب إنتان.

## وصلات خارجية
- جرانت وليامز على موقع IMDb (الإنجليزية)
- جرانت وليامز على موقع الموسوعة البريطانية (الإنجليزية)
- جرانت وليامز على موقع ألو سيني (الفرنسية)
- جرانت وليامز على موقع ميوزك برينز (الإنجليزية)
- جرانت وليامز على موقع أول موفي (الإنجليزية)
- جرانت وليامز على موقع قاعدة بيانات برودواي على الإنترنت (الإنجليزية)
- جرانت وليامز على موقع قاعدة بيانات الأفلام السويدية (السويدية)
- جرانت وليامز على موقع إن إن دي بي (الإنجليزية)
- جرانت وليامز على موقع قاعدة بيانات الفيلم (الإنجليزية)
- جرانت وليامز على موقع كينوبويسك (الروسية)